# NGC 963
NGC 963 (другие обозначения — IC 1808, MCG -1-7-17, KUG 0228-044, PGC 9545) — неправильная галактика в созвездии Кит.
Этот объект входит в число перечисленных в оригинальной редакции «Нового общего каталога».
Из-за прецессии координаты галактики, данные Ливенвортом, должны измениться в 02ч 31м 49,3с и −04° 13′ 41″, но там ничего нет. Однако, по словам Гарольда Корвина, склонение NGC 963 и описание Джона Дрейера этого объекта хорошо подходят к галактике PGC 9545, находящейся в минуте прямого восхождения к западу. Ошибка на минуту является типичной для прямых восхождений, определённых Ливенвортом.
Галактика низкой поверхностной яркости в инфракрасном диапазоне. 